# Lista över nationaldagar
Det här är en lista över nationaldagar.
| Nation                                        | Nationaldag            | Anmärkning |
| --------------------------------------------- | ---------------------- | --- |
| Afghanistan                                   | 19 augusti             | Självständighet från Storbritannien 1919. |
| Albanien                                      | 28–29 november         | Dita e Pavarësisë: Självständighet från Osmanska riket 28 november 1912 och till minne av befrielsedagen 29 november 1944 då Albanien befriade sig från utländska trupper.  |
| Algeriet                                      | 1 november             | Revolutionsdagen: Algerietrevoltens första dag 1954. |
| Amerikanska Jungfruöarna                      | 31 mars                | Transfer Day: Överfördes från Danmark till USA 1917. |
| Amerikanska Samoa                             | 17 april               | Tutuilaöarna överfördes från Kejsardömet Tyskland till USA 1900. |
| Andorra                                       | 8 september            | Till minne av Paréagekontraktet 1278 då Andorra kom att ligga under greven av Foix' och biskopen av Urgels gemensamma överhöghet. Även Vår fru Meritxell-dagen..            |
| Angola                                        | 11 november            | Självständighet från Portugal 1975. |
| Anguilla                                      | 30 maj                 | |
| Antigua och Barbuda                           | 1 november             | Självständighet från Storbritannien 1981. |
| Argentina                                     | 25 maj                 | |
| Armenien                                      | 21 september           | Självständighet från Sovjetunionen 1991. |
| Aruba                                         | 18 mars                | |
| Australien                                    | 26 januari             | Australia Day: Brittiska båtar anlände till Sydney Cove 1788. |
| Azerbajdzjan                                  | 28 maj                 | Republikens grundande 1918. |
| Bahamas                                       | 10 juli                | Självständighet från Storbritannien 1973. |
| Bahrain                                       | 16 december            | Självständighet från Storbritannien 1971. |
| Bangladesh                                    | 16 december            | Självständighetsdagen: Självständighet från Pakistan 1971. |
| Barbados                                      | 30 november            | Självständighet från Storbritannien 1966. |
| Belarus                                       | 3 juli                 | |
| Belgien                                       | 21 juli                | Leopold I blir 1831 Belgiens första kung. |
| Belize                                        | 21 september           | |
| Benin                                         | 1 augusti              | |
| Bermuda                                       | 24 maj                 | |
| Bhutan                                        | 17 december            | |
| Bolivia                                       | 6 augusti              | Självständighet från Spanien 1825. |
| Bosnien och Hercegovina                       | 25 november            | |
| Botswana                                      | 30 september           | Självständighet från Storbritannien 1966. |
| Brasilien                                     | 7 september            | Dia da Independência: Självständighet från Portugal 1822. |
| Brittiska Jungfruöarna                        | 1 juli                 | |
| Brunei                                        | 23 februari            | |
| Bulgarien                                     | 3 mars                 | Självständighet från Osmanska riket 1878. |
| Burkina Faso                                  | 11 december            | |
| Burundi                                       | 1 juli                 | |
| Caymanöarna                                   | 1:a måndagen i juli    | |
| Centralafrikanska republiken                  | 1 december             | |
| Chile                                         | 18 september           | Upprättandet av den första oberoende regeringsjuntan 1810 (självständigheten skulle nås 1817)                                                                               |
| Colombia                                      | 20 juli                | |
| Cooköarna                                     | 1:a måndagen i augusti | |
| Costa Rica                                    | 15 september           | Självständighet från Spanien 1821. |
| Cypern                                        | 1 oktober              | |
| Danmark                                       | 5 juni                 | Danmarks grundlagsdag. Firas till minne av Danmarks första grundlag som skrevs på den 5 juni 1849                                                                           |
| Djibouti                                      | 27 juni                | |
| Dominica                                      | 3 november             | |
| Dominikanska republiken                       | 27 februari            | Självständighet från Spanien 1844. |
| Ecuador                                       | 10 augusti             | |
| Egypten                                       | 23 juli                | Statskupp och inledandet av egyptiska revolutionen 1952. |
| Ekvatorialguinea                              | 12 oktober             | |
| El Salvador                                   | 15 september           | Självständighet från Spanien 1821. |
| Elfenbenskusten                               | 7 augusti              | |
| Eritrea                                       | 24 maj                 | |
| Estland                                       | 24 februari            | Självständighet från Ryssland 1918. |
| Etiopien                                      | 28 maj                 | |
| Falklandsöarna                                | 14 juni                | |
| Fiji                                          | 2:a måndagen i oktober | |
| Filippinerna                                  | 12 juni                | Självständighetsdeklaration från USA 1898. |
| Finland                                       | 6 december             | Självständighetsdagen. Självständighet från Ryssland 1917. |
| Frankrike                                     | 14 juli                | La Fête Nationale: Stormningen av Bastiljen och inledandet av franska revolutionen 1789.                                                                                    |
| Franska Guyana                                | 14 juli                | |
| Franska Polynesien                            | 14 juli                | |
| Färöarna                                      | 29 juli                | Ólavsøka: Olav den heliges dödsdag (1030). Inte officiellt erkänd som nationaldag.                                                                                          |
| Förenade arabemiraten                         | 2 december             | |
| Gabon                                         | 12 mars                | |
| Gambia                                        | 18 februari            | Självständighet från Storbritannien 1965. |
| Georgien                                      | 26 maj                 | Självständighet från Ryssland 1918. |
| Ghana                                         | 6 mars                 | Självständighet från Storbritannien 1957. |
| Gibraltar                                     | 10 september           | |
| Grekland                                      | 25 mars                | Inledandet av grekiska frihetskriget 1830. |
| Grenada                                       | 7 februari             | Självständighet från Storbritannien 1974. |
| Grönland                                      | 21 juni                | |
| Guadeloupe                                    | 14 juli                | |
| Guam                                          | 1:a måndagen i mars    | |
| Guatemala                                     | 15 september           | Självständighet från Spanien 1821. |
| Guinea                                        | 2 oktober              | |
| Guinea-Bissau                                 | 24 september           | |
| Guyana                                        | 23 februari            | Självständighet från Storbritannien 1966. |
| Haiti                                         | 1 januari              | Självständighet från Frankrike 1804. |
| Honduras                                      | 15 september           | Självständighet från Spanien 1821. |
| Indien                                        | 26 januari             | Grundandet av Republiken Indien 1950. |
| Indonesien                                    | 17 augusti             | Självständighet från Nederländerna 1949. |
| Irak                                          | 3 oktober              | Självständighet från Storbritannien 1932. |
| Irakiska Kurdistan                            | 26 juli                | Nationaldagen är satt till 21 mars, Newroz |
| Iran                                          | 11 februari            | |
| Irland                                        | 17 mars                | Saint Patrick’s Day: Skyddshelgonet Sankt Patriks dödsdag. |
| Island                                        | 17 juni                | Islands nationaldag. Självständighet från Danmark 1944. |
| Isle of Man                                   | 5 juli                 | |
| Israel                                        | 14 maj                 | Självständighet 1948. |
| Italien                                       | 2 juni                 | Grundandet av Republiken Italien 1946. |
| Jamaica                                       | 1:a måndagen i augusti | Självständighet från Storbritannien 1962. |
| Japan                                         | 11 februari            | Kenkoku Kinen no Hi: Japans legendariska grundande 660 f. Kr. |
| Japan                                         | 23 februari            | Kejsarens födelsedag, Tennō tanjōbi, Rörlig beroende på den nuvarande Kejsaren                                                                                              |
| Jemen                                         | 22 maj                 | |
| Jordanien                                     | 25 maj                 | Jordaniens självständighet från Storbritanniens NF-mandat 1946. |
| Kambodja                                      | 9 november             | |
| Kamerun                                       | 20 maj                 | |
| Kanada                                        | 1 juli                 | Kanadadagen: Skapandet av Kanadensiska konfederationen 1867. |
| Kap Verde                                     | 12 september           | |
| Katalonien                                    | 11 september           | |
| Kazakstan                                     | 25 oktober             | |
| Kenya                                         | 12 december            | Självständighet från Storbritannien 1963. |
| Kina                                          | 1 oktober              | Grundandet av Folkrepubliken Kina. |
| Kirgizistan                                   | 31 augusti             | |
| Kiribati                                      | 12 juli                | |
| Komorerna                                     | 6 juli                 | |
| Kongo-Brazzaville                             | 15 augusti             | |
| Kongo-Kinshasa                                | 30 juni                | |
| Kosovo                                        | 17 februari            | |
| Kroatien                                      | 30 maj                 | Kroatiens nationaldag – till minne av det kroatiska parlamentet konstituerande år 1990.                                                                                     |
| Kuba                                          | 26 juli                | Till minne av anfallet mot Moncadakasernen 1953. |
| Kuwait                                        | 25 februari            | |
| Laos                                          | 2 december             | |
| Lesotho                                       | 4 oktober              | |
| Lettland                                      | 18 november            | Självständighet från Ryssland 1918. |
| Libanon                                       | 22 november            | Libanons självständighetsdag, självständighet från Frankrikes NF-mandat 1943.                                                                                               |
| Liberia                                       | 26 juli                | |
| Libyen                                        | 17 februari            | |
| Liechtenstein                                 | 15 augusti             | |
| Litauen                                       | 16 februari            | Självständighet från Ryssland 1918. |
| Luxemburg                                     | 23 juni                | |
| Madagaskar                                    | 26 juni                | |
| Malawi                                        | 6 juli                 | Självständighet från Storbritannien 1964. |
| Malaysia                                      | 31 augusti             | Grundandet av Malaysia 1963. |
| Maldiverna                                    | 26 juli                | |
| Mali                                          | 22 september           | |
| Malta                                         | 21 september           | Självständighet från Storbritannien 1964. |
| Marocko                                       | 30 juli                | Kungens trontillträdet 1999. |
| Marshallöarna                                 | 1 maj                  | |
| Martinique                                    | 14 juli                | |
| Mauretanien                                   | 28 november            | |
| Mauritius                                     | 12 mars                | Självständighet från Storbritannien 1968. |
| Mayotte                                       | 28 november            | |
| Mexiko                                        | 16 september           | Självständighet från Spanien 1810. |
| Mikronesiska federationen                     | 3 november             | |
| Moçambique                                    | 25 juni                | Självständighet från Portugal 1975. |
| Moldavien                                     | 27 augusti             | |
| Monaco                                        | 19 november            | |
| Mongoliet                                     | 11 juli                | |
| Montenegro                                    | 13 juli                | |
| Myanmar                                       | 4 januari              | Självständighet från Storbritannien 1948. |
| Namibia                                       | 21 mars                | |
| Nauru                                         | 31 januari             | Självständighet från Australien 1968. |
| Nederländerna                                 | 5 maj                  | Befrielsedagen till minne av då Nazitysklands ockupation under Andra världskriget upphörde.                                                                                 |
| Nederländska Antillerna                       | 15 december            | Konungarikets dag. |
| Nepal                                         | 20 september           | Konstitutionen från 2015. |
| Nicaragua                                     | 15 september           | Självständighet från Spanien 1821. |
| Niger                                         | 18 december            | |
| Nigeria                                       | 1 oktober              | Självständighet från Storbritannien 1960. |
| Niue                                          | 6 februari             | Waitangidagen: Waitangifördragets undertecknande mellan maorierna och britterna 1840.                                                                                       |
| Nordkorea                                     | 9 september            | |
| Nordmakedonien                                | 8 september            | Självständighet från Jugoslavien 1991. |
| Norge                                         | 17 maj                 | Syttende mai: Kristian VIII skriver under grundlagen 1814. |
| Nya Zeeland                                   | 6 februari             | Waitangidagen: Waitangifördragets undertecknande mellan maorierna och britterna 1840.                                                                                       |
| Oman                                          | 18 november            | Sultanens födelsedag. |
| Pakistan                                      | 23 mars                | Yom-e-Pakistan: Republikens grundande 1956. |
| Palau                                         | 9 juli                 | |
| Palestina                                     | 15 november            | |
| Panama                                        | 3 november             | |
| Papua Nya Guinea                              | 16 september           | Självständighet från Australien 1975. |
| Paraguay                                      | 15 maj                 | Självständighet från Spanien 1811. |
| Peru                                          | 28 juli                | Självständighet från Spanien 1821. |
| Pitcairnöarna                                 | 3:e lördagen i juni    | |
| Polen                                         | 11 november            | |
| Portugal                                      | 10 juni                | Dia de Portugal, Luís de Camões dödsdag, 1580. |
| Puerto Rico                                   | 25 juli                | |
| Qatar                                         | 3 september            | |
| Réunion                                       | 14 juli                | |
| Rumänien                                      | 1 december             | Ziua Marii Uniri: union av Transsylvanien med Rumänien 1918. |
| Rwanda                                        | 1 juli                 | |
| Ryssland                                      | 12 juni                | Den Rossiji: Självständighet från Sovjetunionen. |
| Saint Kitts och Nevis                         | 19 september           | |
| Saint Lucia                                   | 22 februari            | Självständighet från Storbritannien 1979. |
| Saint-Pierre och Miquelon                     | 14 juli                | |
| Saint Vincent och Grenadinerna                | 27 oktober             | Självständighet från Storbritannien 1979. |
| Salomonöarna                                  | 7 juli                 | Självständighet från Storbritannien 1978. |
| Samoa                                         | 1 juni                 | |
| San Marino                                    | 3 september            | |
| Sankta Helena, Ascension och Tristan da Cunha | 3:e lördagen i juni    | |
| São Tomé och Príncipe                         | 12 juli                | |
| Sápmi                                         | 6 februari             | Samernas nationaldag |
| Saudiarabien                                  | 23 september           | |
| Schweiz                                       | 1 augusti              | |
| Senegal                                       | 4 april                | |
| Serbien                                       | 15 februari            | |
| Seychellerna                                  | 18 juni                | |
| Sierra Leone                                  | 27 april               | Självständighet från Storbritannien 1961. |
| Singapore                                     | 9 augusti              | Självständighet från Malaysia 1965. |
| Slovakien                                     | 1 september            | Firas av Slovakiens första grundlag som skrevs på den 1 september 1991 |
| Slovenien                                     | 25 juni                | Sloveniens statsbildningsdag, till minne av Sloveniens självständighetsförklaring från Jugoslavien 1991. Landet firar även självständighets- och enhetsdag den 26 december. |
| Somalia                                       | 1 juli                 | |
| Spanien                                       | 12 oktober             | Fiesta Nacional: Christofer Columbus besutten i Amerika 1492. |
| Sri Lanka                                     | 4 februari             | Självständighetsdagen: Självständighet från Storbritannien 1948. |
| Storbritannien                                | 3:e lördagen i juni    | Kungens officiella födelsedag (se även Trooping the Colour). |
| Sudan                                         | 1 januari              | Självständighet från Storbritannien 1956. |
| Surinam                                       | 25 november            | Självständighet från Nederländerna 1975. |
| Sverige                                       | 6 juni                 | Sveriges nationaldag: Gustav Vasa valdes till kung 1523. |
| Swaziland                                     | 6 september            | Självständighet från Storbritannien 1968. |
| Sydafrika                                     | 27 april               | Freedom Day: första valet för alla Sydafrikas folk efter apartheid, 1994.                                                                                                   |
| Sydkorea                                      | 15 augusti             | Självständighet 1948. |
| Sydsudan                                      | 9 juli                 | Självständighet från Sudan 2011. |
| Syrien                                        | 8 december             | |
| Tadzjikistan                                  | 9 september            | |
| Taiwan                                        | 10 oktober             | |
| Tanzania                                      | 26 april               | |
| Tchad                                         | 11 augusti             | |
| Thailand                                      | 28 juli                | Kungens födelsedag. |
| Tjeckien                                      | 28 oktober             | Grundandet av Tjeckoslovakien 1918. |
| Togo                                          | 27 april               | |
| Tonga                                         | 4 juni                 | |
| Trinidad och Tobago                           | 31 augusti             | Självständighet från Storbritannien 1962. |
| Tunisien                                      | 20 mars                | Självständighet från Frankrike 1956. |
| Turkiet                                       | 29 oktober             | Grundandet av Republiken Turkiet 1923. |
| Turkmenistan                                  | 27 oktober             | |
| Turks- och Caicosöarna                        | 30 augusti             | |
| Tuvalu                                        | 1 oktober              | |
| Tyskland                                      | 3 oktober              | Tag der Deutschen Einheit: Tysklands enighet 1990. |
| Uganda                                        | 9 oktober              | Självständighet från Storbritannien 1962. |
| Ukraina                                       | 24 augusti             | Ukrainas självständighetsdag: Självständighet 1991. |
| Ungern                                        | 20 augusti             | Konungen och skyddshelgon Stefans dag. |
| Uruguay                                       | 25 augusti             | Självständighet från Spanien 1828. |
| USA                                           | 4 juli                 | Självständighetsdagen: Självständighet från Storbritannien 1776. |
| Uzbekistan                                    | 1 september            | |
| Vanuatu                                       | 30 juli                | |
| Vatikanstaten                                 | 13 mars                | Datumet är alltid dagen då den nuvarande påven valdes och ändras alltså när en ny påve tillträder.                                                                          |
| Venezuela                                     | 5 juli                 | |
| Vietnam                                       | 2 september            | Demokratiska republiken Vietnam bildas 1945 |
| Wallis- och Futunaöarna                       | 14 juli                | |
| Zambia                                        | 24 oktober             | Självständighet från Storbritannien 1964. |
| Zimbabwe                                      | 18 april               | |
| Åland                                         | 9 juni                 | Ålands självstyrelsedag firas till minne av Ålands landstings första sammanträde detta datum 1922.                                                                          |
| Österrike                                     | 26 oktober             | Neutralitetsdeklaration 1955. |
| Östtimor                                      | 28 november            | |